# 토크타 칸

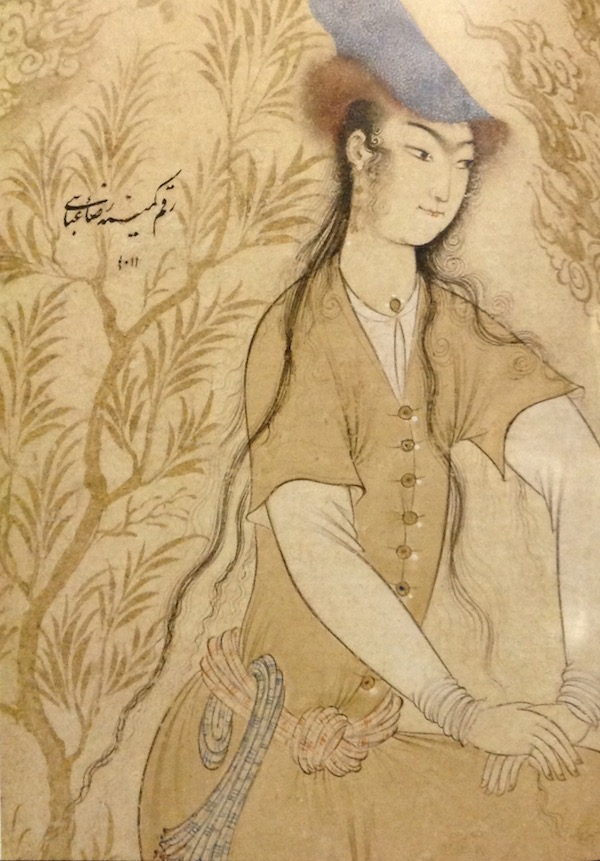
토크타 칸

토크타 칸(Тохтога, ? - 1312년)은 금장 한국의 칸이었다. 그는 만그 티무르의 아들이며 바투 칸의 증손이었다. 어머니는 옹기라트족 사르치다이 큐레겐의 딸 올제이 카툰이다. 올제이 카툰의 어머니 켈미시는 툴루이 칸의 차남 혹은 셋째아들인 쿠투투의 딸로, 모계로는 툴루이 칸 가문의 외손이 된다.

## 생애
부계로는 칭기즈 칸과 보르테의 아들 주치 칸의 4대손으로 증조부는 바투 칸, 할아버지는 토코칸 칸, 아버지는 만그 티무르이다. 모계로는 칭기즈 칸과 보르테의 넷째 아들 툴루이 칸의 4대손이 되는데, 툴루이의 아들 쿠투투의 딸 켈미시는 옹기라트족 사르치다이 큐레겐의 딸 올제이 카툰이 토크타의 어머니이다. 켈미시는 토크타의 외할머니이면서 조부의 6촌뻘, 삼종대고모가 된다.
1288년, 토크타는 삼촌에 의해 밀려났다가 1291년 노가이 칸의 도움으로 제위를 다시 주장하였다. 토크타는 크리미아를 노가이에게 보답으로 주었다. 노가이는 툴라부가의 지지자였던 많은 몽골 귀족을 참수하였다.
곧 토크타와 노가이는 경쟁을 시작하였다. 토크타는 노가이의 영향력을 러시아에서 제거하기를 원하였고 그리하여 그의 형제 듀덴(투단)을 1293년 러시아로 보냈는데 그의 군대는 14개의 마을과 토크타를 유린하였다. 결국 드미트리 알렉산드로비치(노가이의 동맹)를 양위케하였다. 러시아 사가는 이 사건을 바투의 귀환으로 적고있다.
그리고 그들은 이탈리아 상인과의 교역에 반대하였고 노가이의 반대에 불만을 말하였다. 칸의 군대는 1299년 노가이와의 첫 전투에서 패하였으나, 다행히도 노가이는 추격하지 않았다.
1299년 노가이는 결국 카감릭 강의 전투에서 패하였다. 토크타 칸은 볼가에서 돈강사이의 땅을 병합하였다. 그러나 노가이의 아들 차카는 알란스로 달아났다가 불가리아로 들어가 그곳에서 황제로 군림하였다. 곧 토크타의 분노는 테오도르 스베토슬라브가 차카의 머리를 칸에게 보내게 하였다.
그는 후계자가 없이 죽었다고 한다. 그러나 몇몇 무슬림 문헌은 그의 아들이 우즈베크의 지지자들에 의해 독살되었다고 한다.
| 전임 탈라부가 칸 | 제7,8대 킵차크한국의 칸 1291년~1312년 | 후임 우즈베크 칸 |